# Recensement de la Grèce de 1838
Le recensement de la population de 1838 (en grec moderne : Ελληνική απογραφή του 1838), est le quatrième recensement de la population du royaume de Grèce. La population du pays s'élève à 752 077 habitants.
Ce recensement est effectué par le Bureau de l'économie publique. La Grèce comprend alors le Péloponnèse, la Grèce-Centrale et les Cyclades.